# Ten Feet Tall

Ten Feet Tall est une musique du DJ producteur néerlandais Afrojack, en collaboration avec l'artiste Américain Wrabel. Le titre "Ten Feet Tall" est devenu la première musique internationale classée (charts) de Wrabel. Elle est sortie le février 2014, en tant que seconde musique de Forget The World (2014)

## Liste des titres
Téléchargement numérique - Titre
1. "Ten Feet Tall" (featuring Wrabel) – 3:53

Téléchargement numérique - David Guetta remix
1. "Ten Feet Tall" (David Guetta Remix) (featuring Wrabel) – 6:09

## Classements (Charts)
| Chart (2014)                                      | Peak position |
| ------------------------------------------------- | ------------- |
| Australie (ARIA)                                  | 57            |
| Australie Dance (ARIA)                            | 16            |
| Belgique Dance Bubbling Under (Ultratop Flanders) | 3             |
| Belgique Dance (Ultratop Wallonia)                | 29            |
| Pays-Bas (Mega Dance Top 30)                      | 5             |
| Pays-Bas (Mega Top 50)                            | 12            |
| Corée du sud (Gaon International Chart)           | 53            |